# Кухня (сериал)
„Кухня“ е руски комедиен сериал.

## Сюжет
Внимание:  Текстът по-долу разкрива сюжета на произведението (или части от него)!
Максим Лавров (Марк Богатирьов) мечтае да е известен готвач. След като завършва кулинарен институт във Воронеж, постъпва на работа в московския ресторант „Клод Моне“. Заведението има двама шефове – арт директорът Виктория Сергеевна (Елена Подкаминская) и главният готвач Виктор Баринов (Дмитрий Назаров). Когато двамата се карат, между чука и наковалнята се оказва целият персонал.

## Списък с епизоди
| Сезон | Сезон | Епизоди   | Премиера първи епизод | Премиера последни епизод |
| ----- | ----- | --------- | --------------------- | ------------------------ |
|       | 1     | 1 – 20    | 22 октомври 2012      | 22 ноември 2012          |
|       | 2     | 21 – 40   | 25 март 2013          | 25 април 2013            |
|       | 3     | 41 – 60   | 3 март 2014           | 3 април 2014             |
|       | 4     | 61 – 80   | 20 октомври 2014      | 20 ноември 2014          |
|       | 5     | 81 – 100  | 7 септември 2015      | 7 октомври 2015          |
|       | 6     | 101 – 120 | 29 февруари 2016      | 31 март 2016             |

## История на създаването
Кухня е най-скъпият руски ситком. За 40-те серии от двата заснети сезона са похарчени 8 млн. щатски долара. Само за правата върху песен на Бионсе са похарчени 1 млн. рубли. На 22 октомври 2012 г. по СТС е излъчен първият епизод на сериала. Първият сезон продължава до 22 ноември, а вторият започва на 24 март 2013 г. През август 2013 г. започват снимките на третия сезон, чиято премиера е запланувана за началото на 2014 г. Паралелно се снима и пълнометражен филм Кухня в Париж, чиято премиера е през май 2014 г. Всички ястия в сериала се приготвят от професионални готвачи.
От 18 ноември 2013 г. сериалът започва да се излъчва в България по bTV Comedy, излъчени са и трите (снимани дотогава) сезони. От 4 август 2014 г. се излъчва първи и втори сезон по bTV. На 2 март 2014 г. излиза документалният филм „Кухня. Фильм о фильме“ (Кухня. Филм за филма). През април 2014 година започват снимките на 4-ти сезон с премиера 20 октомври 2014 г. в Русия. На 27 май 2014 г. започва работа над втори пълнометражен филм „Кухня в Китае“ (Кухня в Китай). Снимачна група посещава Китай, за да решат къде да се снима: в Пекин или в Шанхай. Снимките се очаква да започнат през 2015 г. През февруари 2015 започват снимките на 5-и сезон с премиера 7 септември 2015 в Русия по СТС.

## Актьорски състав

### Главни роли
- Марк Богатырев – Максим Леонидович Лавров (Макс, Максик, Максимка, Заек) – готвач в кухнята на „Клод Моне“, женен за Вика (Виктория Гончарова), като преди това има афери със Саша и Ева. В началото на сериала, героят притежава много негативни качества - той е лъжец и егоист и неколкократно предава най-близките си приятели в замяна на своята изгода. С развитето на филма, героят преминава през пълна метаморфоза.
- Елена Подкаминская – Виктория Сергеевна Гончарова(Лаврова) (Вика, Викусик, Викуля) – арт-директор на „Клод Моне“, а по късно и в хотел "Елеон". Съпруга на Макс, сестра на Татяна, леля на Алиса. За кратко, преди да се омъжи за Макс, има връзка с Вадим, Никола Дюпон (Венсан Перес) и Дима. Вика превъплъщава образа на независима жена, която дори прекалява в опитите си да изглежда силна.
- Дмитрий Назаров – Виктор Петрович Баринов (Витя, Витенка, Витюша, Шеф) – главен готвач, живее при Льова и майка му, влюбен в Елена Павловна. Има три предишни брака, един от които със сестрата на Вика, Татяна, а друг с Елеонора Андреевна (майката на Катя). Баща на Алиса и Катя, фен на Спартак Москва.
- Дмитрий Нагиев – Дмитрий Владимирович Нагиев (Дима, Димочка) – собственик на ресторант „Клод Моне“, бивш съпруг на Кристина, за кратко има връзка с Вика. Уволнява Витя след думите му по негов адрес и на всички останали от персонала на „Клод Моне“. Според случващото се в 5 сезон, има връзка с Елеонора Андреевна (майката на Катя и бивша съпруга на Витя). Те се разделят заради Кристина.

### Второстепенни роли
- Виктор Хориняк – Константин Константинович Анисимов (Костя, Костян, Костик) – барман, най-добър приятел на Макс, съпруг на Настя, от която има син Степан.
- Олга Кузмина – Анастасия Степановна Анисимова (Фомина) (Настя, Настенка) – сервитьорка, вегетарианка, природозащитничка и съпруга на Костя. С Костя имат син Степан.
- Сергей Епишев – Лев Семьонович Соловьов (Льова) – заместник-шеф, заеква, живее с майка си и Витя. Напуска „Клод Моне“ и става заместник-шеф на Витя в „Arcobaleno“. По-късно работи като заместник шеф на Витя в ресторант "Виктор" (сезон 5 и 6).
- Сергей Лавигин – Арсений Андреевич Чуганин (Сеня, Сеночка) – готвач, специалист по месо, най-добър приятел на Федя, с когото често правят шеги. Много често краде продукти от кухнята.
- Михаил Тарабукин – Фьодор Михайлович Юрченко (Федя, Феденка) – готвач, специалист по риба, най-добър приятел на Сеня. Във филма „Кухня в Париж“ си признава, че никога не е бил моряк.
- Никита Тарасов – Людовик Бенуа (Луи) – французин, сладкар, говори руски с френски акцент, гей.
- Марина Могилевская – Елена Павловна Соколова (Лена, Леночка) – главен готвач на конкурентния ресторант „Arcobaleno“, влюбена във Витя, има предишен брак и син Василий. Напуска „Arcobaleno“ в четвърти сезон, отстъпвайки мястото си на главен готвач на Витя. В пети сезон отново става главен говач на „Arcobaleno“, тъй като Витя ѝ отстъпва мястото си.
- Валерия Фьодорович – Екатерина Викторовна Семьонова (Катя) – готвач на молекулярна кухня, дъщеря на Витя и Елеонора Андреевна. В началото е влюбена в Макс, а Льова обича нея. Тръгва си в края на трети сезон, но през четвърти се завръща на работа в „Клод Моне'“. С Денис започват връзка, но след като тя отказва предложението му са брак, той се напива от мъка и ѝ изневерява. На следващия ден тя му се извинява за това, че е реагирала остро и те отново се събират. Денис обаче ѝ признава за изневярата, след което напуска работа. Катя започва връзка с Никита, но Денис се завръща като пианист в хотела и отново се събират.
- Мария Горбань (Кристина Семёновна, Кристиночка) – жена на Дмитрий Нагиев и собственик на „Клод Моне“ в трети сезон.
- Екатерина Кузнецова – Александра Бубнова (Саша, Сашенка, Саня) – бивша сервитьорка в "Клод Моне", бивша приятелка на Макс и Иля. Решава да празнува сватбата с новия си годеник в ресторанта, но в деня на сватбата признава на бившия си приятел, Макс, че има съмнения относно брака си.
- Жанил Асанбекова – Айнура Жанатбековна Кененсарова, чистачка и миячка в ресторанта, дошла в Москва от Бишкек, столицата на Киргизстан. Работи в ресторанта като чистачка без работна виза в продължение на няколко години.
- Михаил Башкатов – Денис (Ден) – музикант от Воронеж, готвач в „Клод Моне“. Първоначално Макс го представя като свой полубрат, но по-късно се разбира, че са просто приятели от детството. Фен на Спартак Москва, подкрепя Вика в раздялата ѝ с Макс. Събира се с Катя.
- Игор Верник – Герман Михайлович Ланц, в 4-ти сезон е главен готвач на „Клод Моне“. Бивш професионален боксьор. Екипът се съюзява срещу него и го принуждават да напусне.
- Елена Ксенофонтова (Елеонора Андреевна) – Бивша жена на Виктор Баринов и собственик на хотел „Елеон“, в който се намира ресторант „Виктор“. Там се развиват действията от сезон 5 и 6.

### Гост-звезди
- Биянка – 19 епизод
- Вячеслав Малафеев – 25 епизод
- Йосиф Пригожин – 89 епизод
- Леонид Агутин – 92 епизод
- Георги Черданцев – 94 епизод

## Музика
| Earth, Wind & Fire          | September                                                                        |
| Има Сумак                   | Gopher Mambo                                                                     |
| Lulu                        | You and I                                                                        |
| Bobby Bond                  | Chug-A-Lug                                                                       |
| Enya                        | Only Time (Enya, Nicky Ryan, Roma Ryan)                                          |
| Audio Bullys                | Only Man (Tom Dinsdale, Simon Franks)                                            |
| Irma                        | I know it                                                                        |
| OK Go                       | Here It Goes Again (D. Kulash Jr.)                                               |
| Harry Nilsson               | Without You (Peter William Ham, Thomas Evans)                                    |
| The Cat Empire              | The Lost Song (Felix Riebl)                                                      |
| Beyonce                     | If I Were A Boy (Toby Gad, BC Jean)                                              |
| Nina Simone                 | Ain’t Got No/I Got Life [Groovefinder remix] (G. Macdermot, J. Rado, G. Ragni)   |
| Nina Simone                 | Don’t Let Me Be Misunderstood (B.Benjamin, G.Caldwell, S.Marcus)                 |
| Niagara                     | Pendant que les champs brûlent                                                   |
| The Shiffers                | Body Down (C. Zanoni)                                                            |
| The Hot Rocks               | Go-go Disco (Chad Austin Hannah, Eric Steven Kreutter)                           |
| Village People              | Y.M.C.A                                                                          |
| April Stevens               | Teach Me Tiger                                                                   |
| Alma Cogan                  | Don’t You Know                                                                   |
| Blues Saraceno              | Killin' Time                                                                     |
| Aron Wright                 | In the Woods                                                                     |
| Sam Paglia                  | After Pizza                                                                      |
| John Isaac Watters          | Epiphany                                                                         |
| Belle and Sebastian         | For the price of a Cup of Tea                                                    |
| The Literary Greats         | Sort It Out                                                                      |
| Andrew Strong               | Ain’t No Mountain High Enough                                                    |
| Ms. Triniti                 | Daisy Chains                                                                     |
| Paul Greedus                | Streetwolf                                                                       |
| Simon Holland               | Forget Your Troubles                                                             |
| Ellie Wyatt                 | Fame Game (Ellie Wyatt & Phillipa Alexander & Peter)                             |
| Хор                         | „Аллилуя“                                                                        |
| Supergrass                  | Alright                                                                          |
| Bengi Jumping               | All Of You                                                                       |
| Maria Callas                | „Аве Мария“ Франц Шуберт                                                         |
| Хор (Beethoven)             | „Ode an die Freude“ (Ода на радостта“) от Симфония № 9 Бетховен                  |
| Иван Дорн                   | Стыцамен; Синими, желтыми, красными                                              |
| Kansas                      | Dust In The Wind                                                                 |
| Лёва                        | Оригинальный текст на музыку „Колыбельной Медведицы“ из м/ф „Умка“(Е. Крылатов)' |
| Wild Cherry                 | Play That Funky Music                                                            |
| Above the Golden State      | I’ll love you so                                                                 |
| Neon Trees                  | Everybody Talks                                                                  |
| Andrew Strong               | Spinning Wheel                                                                   |
| Tonino Caratone             | Tu Vuo Fa L’americano                                                            |
| Mahala Rai Banda Vs Shantel | Mahalageasca                                                                     |
| Deep Sounds                 | Keep My Heart                                                                    |
| Има Сумак                   | Taki Rari                                                                        |
| Chuy Reyes & His Orchestra  | Oink, Oink Mambo                                                                 |
| Terry Snyder                | Puttin' on the ritz                                                              |
| Mel Torme                   | Games Play                                                                       |
| Юрий Антонов                | Анастасия                                                                        |
| IOWA                        | Улыбайся; Одно и то же; Радость                                                  |
| Sixpence None the Richer    | Kiss Me                                                                          |
| Afroman                     | Because I Got High                                                               |
| Ирина Аллегрова             | С Днём Рождения!                                                                 |
| Мурат Тхагалегов            | За тебя Калым отдам                                                              |
| Amphibious Zoo              | Make Merry                                                                       |
| Christian TV                | 1,2,3 Turnaround                                                                 |

Инструментални композиции:
- Лебедово езеро (Чайковский (ARR: Keith J Blainville)
- Минует (Луиджи Боккерини (ARR: Keith J Blainville)
- Щелкунчик (Чайковский)
- Night talk (Adam Saunders)
- Пер Гюнт No 1 опус 46 – В пещере горного короля (Григ)
- Bridal War (Tony Di Lorenzo)
- On The Prowl (S.Morrison)
- Metropolitan (Laurent Dury, Dorothee Rascle)
- Spoitoresa (Mahala Rai Banda)

Официален първи част на саундтрака (събран от епизодите до 3-ти сезон) е издаден на 13 май 2014 г. от компанията Warner Music Russia. Наличен е на iTunes и още първата седмица след премиерата е влезнал в топ 10.

## Рейтинг
„Кухня“ се излъчва успешно по СТС, вдигайки средната гледаемост на канала с 6%. Благодарение на сериала СТС измества по рейтинг в часовия пояс от 21:00 до 23:00 каналите Първи канал, НТВ и Россия 1.

## „Кухня“ в България
В България сериалът започва излъчване на 18 ноември 2013 г. по bTV Comedy, всеки делник от 22:00 по два епизода с повторение на следващия ден от 16:00 и завършва на 29 ноември. Втори сезон започва веднага след първи сезон на 2 декември, всеки делник от 22:00 по два епизода с повторение на следващия ден от 16:00 и завършва на 13 декември. Първи сезон започва отново на 3 май 2014 г., всяка събота и неделя от 14:00 по четири епизода с повторение от 03:00 и на следващия ден от 08:00. Веднага след първи сезон е повторен и втори със същото разписание. Трети сезон започва премиерно на 7 юни, всяка събота и неделя от 14:00 по четири епизода с повторение от 03:00 и на следващия ден от 08:00, като на 14 юни са излъчени шест епизода един след друг от 14:00 до 17:00. Трети сезон завършва на 15 юни от 14:00 до 16:00 с четири епизода един след друг. Първи сезон започва отново на 9 октомври, всеки делник от 22:30 по два епизода с повторение на следващия ден от 16:00 и завършва на 22 октомври. На 23 октомври започва втори сезон, всеки делник от 22:30 по два епизода с повторение от 16:00, а от 1 ноември и всяка събота и неделя от 13:00 по четири епизода. Втори сезон завършва на 5 ноември. На 6 ноември започва трети сезон, всеки делник от 22:30 с повторение от 16:00 и всяка събота и неделя от 13:00 по четири епизода. Трети сезон завършва 19 ноември. На 5 януари 2015 г. започва премиерно четвърти сезон, всеки делник от 22:30 по два епизода с повторение на следващия ден от 16:00 и завършва на 16 януари. На 30 април започва отново първи сезон с разписание всеки делник от 18:00 по два епизода с повторение от 13:00 и завършва на 13 май. На 14 май започва отново втори сезон с разписание всеки делник от 18:00 по два епизода с повторение от 13:00 и завършва на 27 май. На 28 май започва отново трети сезон с разписание всеки делник от 18:00 по два епизода с повторение от 13:00 и завършва на 10 юни. На 11 юни започва отново четвърти сезон с разписание всеки делник от 18:00 по два епизода с повторение от 13:00 и завършва на 24 юни. На 27 октомври започва отново първи сезон с разписание всеки делник от 20:30 по два епизода с повторение всеки делник от 15:30, събота и неделя от 14:30 и завършва на 9 ноември. На 10 ноември започва втори сезон с разписание всеки делник от 20:30 по два епизода с повторение всеки делник от 15:30 и събота и неделя от 14:30 и завършва на 23 ноември. На 24 ноември започва трети сезон с разписание всеки делник от 20:30 по два епизода с повторение всеки делник от 15:30 и събота и неделя от 14:30 и завършва на 7 декември. На 8 декември започва четвърти сезон с разписание всеки делник от 20:30 по два епизода с повторение всеки делник от 15:30 и събота и неделя от 14:30 и завършва на 21 декември. На 22 декември започва премиерно пети сезон с разписание всеки делник от 20:30 по два епизода с повторение всеки делник от 15:30 и събота и неделя от 14:30. Последните четири епизода са излъчени наведнъж от 20:00 на 1 януари 2016 г. На 19 септември 2016 г. започва отново трети сезон с разписание всеки делник от 22:30 с повторение от 12:00 и завършва на 30 септември. На 3 октомври започва четвърти сезон с разписание всеки делник от 22:30 с повторение от 12:00 и завършва на 14 октомври. На 17 октомври започва отново пети сезон с разписание всеки делник от 22:30 с повторение от 12:00 и завършва на 28 октомври. На 31 октомври започва премиерно шести сезон с разписание всеки делник от 22:30 с повторение от 12:00 и завършва на 11 ноември. На 6 април 2017 г. започва повторно излъчване на четвърти сезон с разписание всеки делник от 21:30 с повторение от 14:30 и завършва на 19 април. На 20 април започва отново пети сезон с разписание всеки делник от 21:30 с повторение от 14:30 и завършва на 3 май. На 4 май започва повторно шести сезон с разписание всеки делник от 21:30 с повторение от 14:30 и завършва на 17 май. На 8 май 2019 г. започва повторно, но този път с дублаж, а разписанието е всеки делник от 23:00 по два епизода с повторение от 13:00 и в събота и неделя от 15:00.
Дублажът е на студио Медия линк. Озвучени са всички сезони. Ролите се озвучават от артистите Елена Русалиева, Петя Абаджиева, Христо Узунов, Мартин Герасков и Николай Николов.
На 4 август 2014 г. започва излъчване на първи сезон по bTV, всеки делник от 22:30 по два епизода с повторение от 04:00 и завършва на 15 август. Втори сезон започва на 18 август, всеки делник от 22:30 по два епизода с повторение от 04:00. На 18 февруари 2015 г. започва трети сезон с разписание от сряда до петък от 21:30 по два епизода. На 27 февруари за последно са излъчени единадесети и дванадесети епизод от трети сезон. На 2 март тринадесети епизод е излъчен по изключение в понеделник от 23:45, след което сезонът е временно спрян. В средата на месец Юли е излъчен четиринадесети епизод по изключение в неделя след филма от 21:30. На 31 август трети сезон се завръща от петнадесети епизод, всеки делник от 23:00. На 4 септември са излъчени последните два епизода от трети сезон от 22:30. На 6 август 2016 г. започва четвърти сезон с разписание всяка събота и неделя от 22:30, като последните два епизода са излъчени на 4 септември по изключение от 23:30. На 24 юли 2017 г. започва пети сезон с разписание всеки делник от 22:30 по два епизода и завършва на 4 август. На 7 август започва последният шести сезон с разписание всеки делник от 22:30 по два епизода и завършва на 18 август.
Игралният филм „Кухня в Париж“ е излъчен на 1 март 2015 г. от 20:00 по bTV. Повторен е на 6 май от 10:00 и на 7 май от 20:30 по bTV Comedy. Дублажът е на студио Медия линк. Ролите се озвучават от артистите Ани Василева, Александър Воронов, Васил Бинев, Радослав Рачев и Даниел Цочев.
На 1 февруари 2021 г. започва „Кухня: Война за хотела“, всеки делник от 22:00 по два епизода. Ролите се озвучават от артистите Петя Абаджиева, Нина Гавазова, Александър Воронов, Мартин Герасков и Николай Николов.

## Филми, пиеси и последващи сериали
- "Кухня в Париж" (2014) - игрален филм, продължение на сезон 3 от телевизионния сериал "Кухня".
- "Хотел Елеон" (2016-2017) - ситком, спин-оф на телевизионния сериал "Кухня".
- „Кухня. Последната битка (2017) е пълнометражен филм, продължение на 6-ти сезон на телевизионния сериал Кухня.
- Спектакъл "Кухня на пътя".
- "Гранд" (2018-2021) - ситком, спин-оф и директно продължение на телевизионния сериал "Хотел Елеон".
- "СеняФедя" (2018-2022) - скеч комедия, спин-оф на телевизионните сериали "Кухня", "Хотел Елеон" и "Гранд".
- „Кухня. Хотелска война (2019-2020) - ситком, отделяне на телевизионните сериали Кухня и Хотел Елеон.
- „Хотел Белград“ (2020) – игрален филм, базиран на телевизионните сериали „Хотел Елеон“ и „Гранд“.